# Gali Atari

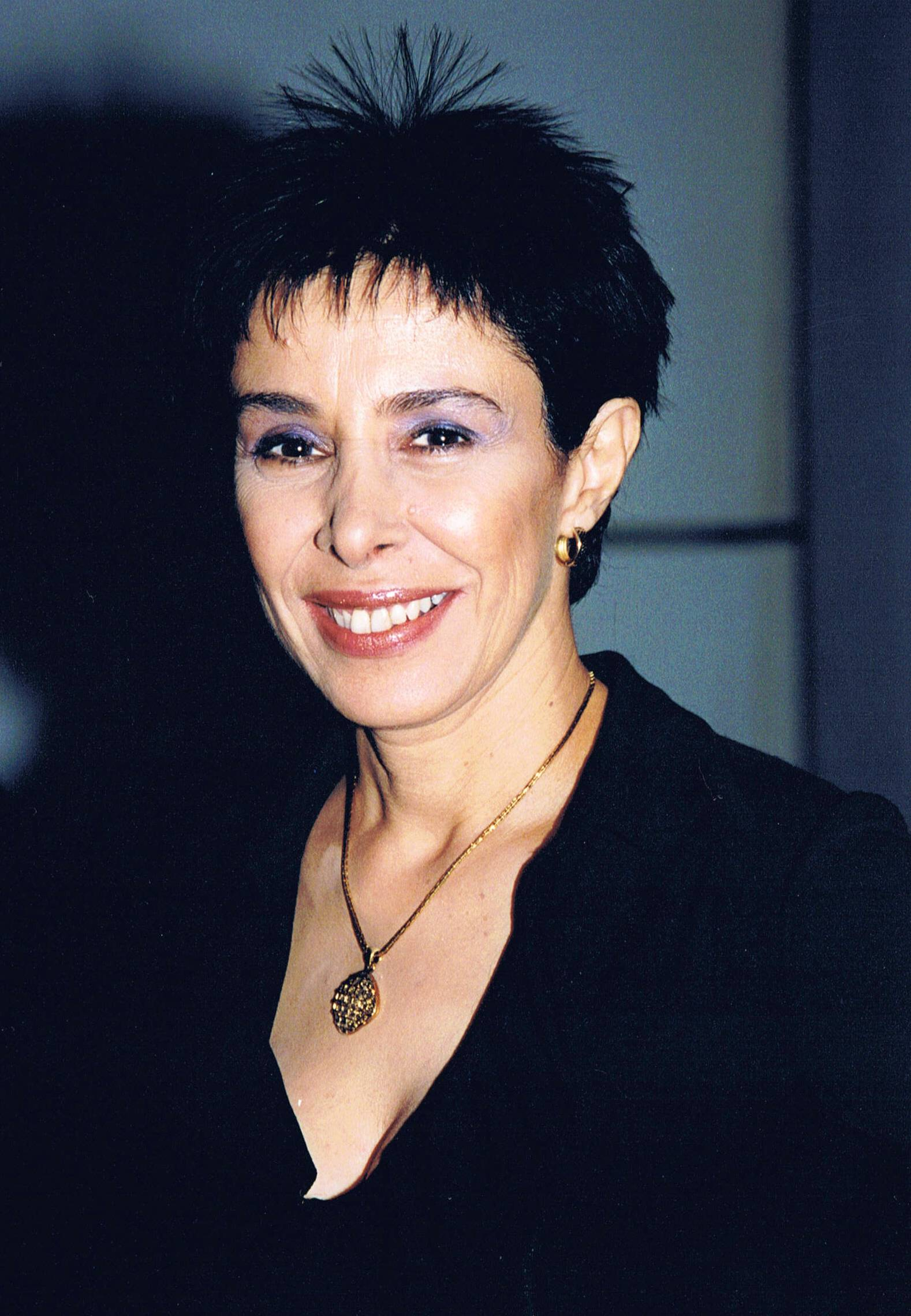
Gali Atari

Avigail (Gali) Atari (Hebreeuws: גלי עטרי) (Rehovot (Israël), 29 december 1953) is een Israëlische actrice en zangeres, die het Eurovisiesongfestival 1979 won als toenmalige vocaliste van de popgroep Milk & Honey.

## Jeugd
Gali Atari werd geboren in Rehovot, waar zij opgroeide in een gezin met zeven kinderen. Het gezin woonde in een achterstandswijk. Zijzelf was het nakomertje. Haar ouders waren afkomstig uit Jemen. Haar moeder, Naomi, was 12 jaar oud toen ze trouwde en 14 toen haar oudste dochter, Yona Atari, werd geboren. Haar vader, een chazan, stierf toen Gali vier jaar oud was.
Moeder Naomi's prioriteiten lagen bij het onderwijs van haar kinderen. Zijzelf wist wat cursussen te voltooien en werd maatschappelijk werkster. Haar kinderen leerden hard, ondanks de armoede thuis. Gali bracht een gedeelte van haar jeugd door op kostscholen en voltooide de middelbare school in Tel Aviv, terwijl ze bij haar oudste zus inwoonde. Yona was inmiddels een bekend zangeres en actrice. Haar zus Shosh Atari was presentatrice voor de radio en televisie (en later ook de tekstdichter van ten minste twee van Gali's liedjes).

## Begin van de carrière
Toen zij 15 jaar was, zorgde Shosh voor een ontmoeting met de dirigent en bewerker van popmuziek David Criwoshe, die onder de indruk van haar stem raakte. Hij verzorgde enkele opnamen, waaronder het Engelstalige liedje Give live. Gali wilde diskjockey worden tijdens haar militaire dienst. Zij passeerde de examens, maar er kwam geen plaats vrij. Uiteindelijk zag zij van militaire dienst af. Zij deed aan enkele festivals mee, haalde een tweede prijs, nam nog wat liedjes op, maar haar carrière nam niet af.
De eerste doorbraak kwam in 1978. Zij deed mee aan het nationale songfestival, werd derde, en bracht haar eerste album uit. Het album werd een succes. Zij acteerde in de speelfilm Halahaka over een legerband. Liedjes uit de film werden in de plaat opgenomen. Ook wees zij een aanbod af deel te nemen aan de later succesvolle popgroep Gazoz (een vervolggroep van Kaveret).

## Hallelujah met Milk & Honey
Het volgende jaar, 1979, kwam de internationale doorbraak. Zij deed opnieuw mee aan het nationale songfestival, samen met drie mannelijke zangers, onder de naam "Milk & Honey with Gali". Hun liedje was Hallelujah. Zij wonnen het nationale festival en het Eurovisiesongfestival van 1979. Het festival had plaats in Jeruzalem omdat Izhar Cohen het jaar daarvoor ook voor Israël won. Het liedje werd in vele talen opgenomen en Atari en Milk & Honey toerden Europa intensief. In 1979 speelde Atari ook in de populaire film Dizengoff 99. Gali Atari en Milk & Honey brachten een album uit, half in het Hebreeuws, half in het Engels.
In 1980, tijdens het werk aan het tweede album, stapte Atari uit Milk & Honey na onenigheden met de producent van de band, Shlomo Zach. Het album werd voltooid met de tweede zangeres van de band, Lea Lupatin, hoewel er ook liedjes met Atari in staan. Er volgden enkele rechtszaken, waarbij vooral de rechten over Hallelujah een voorname zaak waren. De rechten liggen bij Milk & Honey, dat verderging met andere zangeressen.

## Vervolg
Gali Atari had een succesvolle carrière als solozangeres, waarin ze vele nieuwe hits scoorde, vooral toegespitst op de Israëlische markt. Aanvankelijk nam zij twee rockalbums op, maar haar latere albums staan dichter bij soul. Zij werkte samen met vele vooraanstaande tekstdichters en musici, waaronder Corinne Allal. Hiernaast bleef zij acteren, in films en voor de televisie.
Gali Atari is gescheiden en de moeder van een dochtertje, Li.